# Resolució 277 del Consell de Seguretat de les Nacions Unides
La Resolució 277 del Consell de Seguretat de l'ONU, aprovada el 18 de març de 1970, en la que el Consell va reafirmar les seves resolucions anteriors i va observar amb profunda preocupació que els esforços fins ara per acabar amb la rebel·lió havien fracassat, alguns països (Portugal i Sud-àfrica esmentats expressament) no havien obeït les resolucions del Consell i que la situació a República de Rhodèsia continuava deteriorant-se a conseqüència de les noves mesures del règim.
El Consell també va reafirmar la responsabilitat del Regne Unit sobre el territori i va exigir la retirada immediata del personal armat sud-africà del sud de la República de Rhodèsia. El Consell va acabar decidint que tots els estats membres immediatament cancel·lessin totes les relacions diplomàtiques, consulars, comercials, militars i d'altres, i cancel·lessin qualsevol representació que mantinguessin al territori, interrompin immediatament qualsevol mitjà de transport existent a Rhodèsia del Sud i que les organitzacions internacionals i regionals suspenguin de pertinença al règim il·legal.
La resolució es va adoptar per gairebé tots membres amb l'única abstenció de l'Espanya franquista.